# لوكا سيكولا
لوكا سيكولا (بالإيطالية: Lucca Sicula)‏ هي بلدية في مقاطعة أغريجنتو في صقلية الإيطالية.

## السكان
في سنة 1861 بلغ عدد السكان 1٬810 نسمة، وتطور العدد ليصل في سنة 2011 لـ 1٬917 نسمة.
يظهر هذا المخطط البياني تطور النمو السكاني لـ لوكا سيكولا

## توأمة
للوكا سيكولا اتفاقيات توأمة مع كل من:
- لكة
- بويبلو